# بني الجرادي (المفتاح)

تعديل مصدري - تعديل

بني الجرادي هي إحدى قرى عزلة الجبر الاعلى بمديرية المفتاح التابعة لمحافظة حجة، بلغ تعداد سكانها 1303 نسمة حسب تعداد اليمن لعام 2004.